# 理科教室小学校6年生
『理科教室 小学校6年生』（りかきょうしつ しょうがっこうろくねんせい）は、NHK教育テレビジョンで1959年4月7日から1990年3月12日まで放送されていた小学校6年生向けの学校放送（教科：理科）である。NHK総合テレビジョンでも1960年4月9日から同年9月3日まで放送されていた。

## 概要
1970年4月からはカラー放送を実施した。

## 放送時間
いずれも日本標準時、別の時間帯での再放送あり。また、学校が長期休暇に入る時期には放送時間を変更していた。
| 期間                          | 放送時間                                            |
| ----------------------------- | --------------------------------------------------- |
| 1959年4月7日 - 1960年3月15日  | 火曜日 10:25 - 10:55                                |
| 1960年4月9日 - 1964年3月21日  | 土曜日 11:35 - 11:55 移動とともに放送枠が10分縮小。 |
| 1964年4月6日 - 1969年3月17日  | 月曜日 14:20 - 14:39                                |
| 1969年4月14日 - 1980年3月17日 | 月曜日 14:00 - 14:20                                |
| 1980年4月14日 - 1982年3月15日 | 月曜日 14:05 - 14:20 放送枠が5分縮小。              |
| 1982年4月5日 - 1985年3月11日  | 月曜日 13:45 - 14:00                                |
| 1985年4月8日 - 1990年3月12日  | 月曜日 14:15 - 14:30                                |

## 出演者

### 先生
- 井口尚之（1959年度 - 1960年度）
- 増田耕一（1959年度 - 1963年度）
- 荻須正義（1961年度 - 1966年度）
- 鈴木勉（1961年度 - 1966年度）
- 坂本茂信（1967年度 - 1978年度）[2]
- 角田元良（1979年度 - 1982年度）[3]
- 杉田信（1983年度 - 1984年度）
- 林公義（1983年度 - 1984年度）
- 土橋永一（1985年度 - 1989年度）
- 大西秀彦（1988年度 - 1989年度）[4]

### ナレーター
- 菅谷政子（1974年度 - 1984年度）
- 岡田真知（1974年度）
- 塩沢兼人（1985年度 - 1987年度）
- 松尾佳子（1988年度 - 1989年度）[4]

### その他
- リポーター - 海老原いづみ（1985年度）
- お姉さん - 松岡ミユキ（1986年度）
- お姉さん - 長畑由美（1987年度）
- お兄さん - 根岸朗（1988年度 - 1989年度）[4]

## スタッフ
- 音楽 - 加曽利康之
- 構成 - 小国伝蔵
- 工作 - 中野和彦
- ピアノ - 坪能克裕
- パターン - 川上潤

## 関連文献
- 日本放送協会 編『NHK理科教室 6年』日本放送出版協会、1968年4月1日。NDLJP:1653960。